# Храм Фидес
Храм Фидес (лат. Aedes Fidei) ― ныне утраченное древнеримское культовое сооружение, посвящённое Фидес, богине согласия и верности, покровительнице дипломатических отношений. Храм располагался на Капитолийском холме в Риме.
Храм Фидес был основан между 254 и 250 гг. до н.э, во время Первой Пунической войны. Он находился в южной части Капитолия, немного южнее Храма Опы, на обширной площади перед Храмом Юпитера. Доподлинно неизвестно, как долго он был посещаем, но он точно должен был быть закрыт по приказу властей в IV веке н. э. во время преследований язычников.
Остатки руин, обнаруженные археологами рядом с церковью Сант-Омобоно (включая фрагменты колонн, часть цементного подиума и большую голову мраморной фигуры женщины, вероятно, которая раньше находилась в акротерии храма) были поначалу идентифицированы как фрагменты храма Опы. Однако теперь считается, что все эти находки относятся к храму Фидеса: здесь же были обнаружены двуязычные надписи на греческом и латинском языках и фрагменты из текстов договоров между государствами Малой Азией и римским Сенатом. Фидес была богиней-покровительницей дипломатических отношений, поэтому логично, что договоры хранились в её храме.